# 世羅茶
世羅茶（せらちゃ）は、広島県世羅町にて栽培されている緑茶の総称またはそのブランド。広島県唯一のブランド茶。土用寒茶とも呼ばれる。

## 歴史
世羅茶の歴史は古く、中国の修行僧によってもたらされた茶が始まりと言われる。昭和初期、当時の村長がまちおこしとして茶の栽培を奨励した。1930年には広島県で初めて製茶の機械化が行われ、1933年には世羅茶としての販売を開始した。最盛期には約300トンが出荷されており、平成初期まで生産されていた。しかし、世羅町での農業の多角化により、生産量は徐々に落ちていき、今では生産量が希少な茶である。2012年5月に住民グループ「世羅茶再生部会」が結成され、世羅茶の復活をめざして茶畑の整備と育成、販売を開始した。